# Alvernia Studios

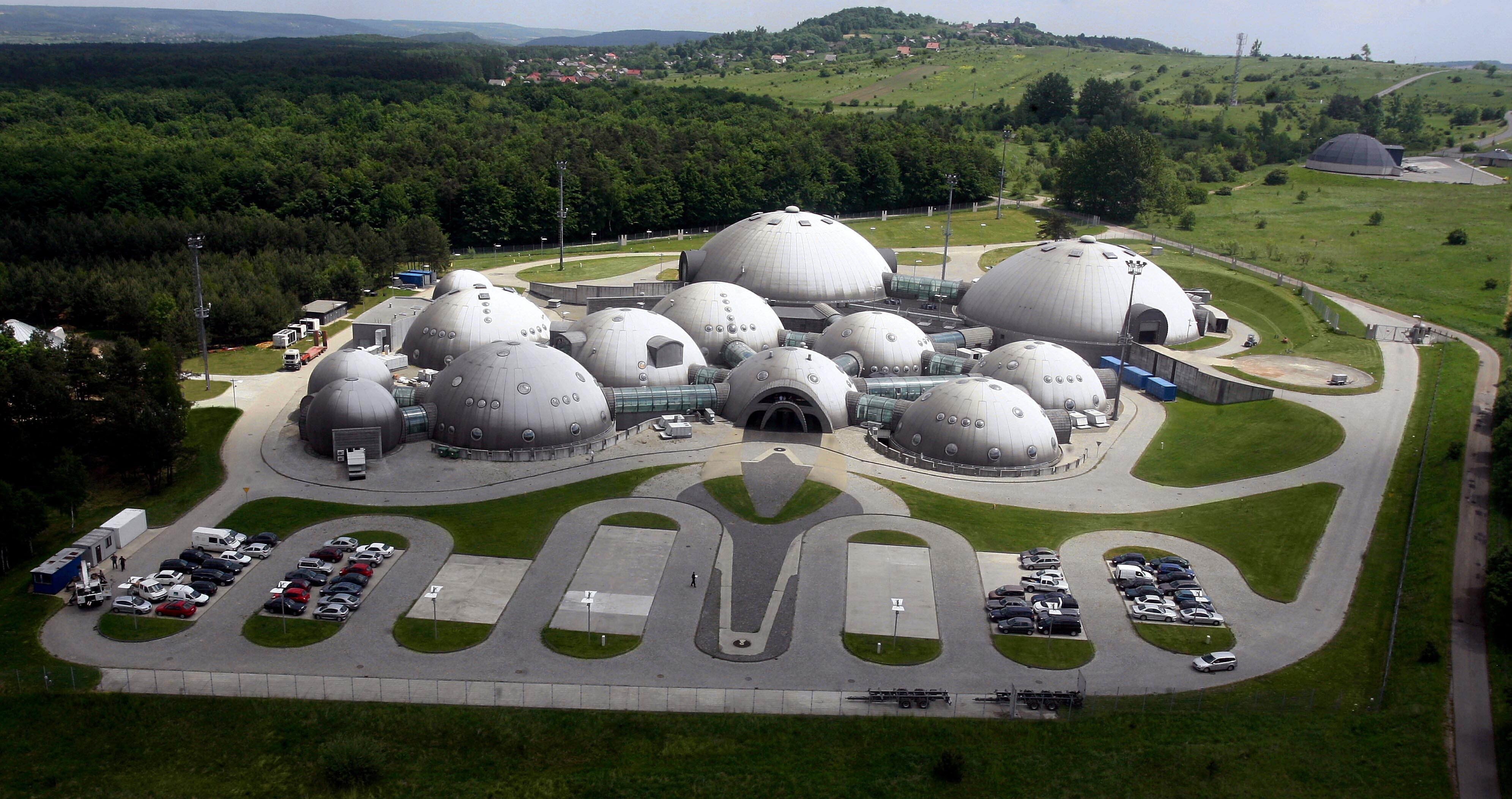
Alvernia Studios

Alvernia Studios – wytwórnia filmowa zlokalizowana przy ul. Ferdynanda Wspaniałego w 1 w Nieporazie w gminie Alwernia. Posiada ona również siedzibę w Warszawie oraz przedstawicielstwo w Indiach.

## Historia
Kompleks, który powstał w 2000 roku, składa się z trzynastu kopuł o powierzchni 13 000 m², mieszczących między innymi studia zdjęciowe, studia nagrań, flotę kamperów filmowych, sprzęt zdjęciowy oraz system motion capture oparty na kamerach Vicon. Wytwórnia powstała z inicjatywy Stanisława Tyczyńskiego, a jej działalność obejmowała produkcję filmów fabularnych i reklamowych oraz realizację przedsięwzięć muzycznych (m.in. Najmniejszy koncert świata), gier wideo, widowisk i koncertów. Alvernia Studios była pierwszą w powojennej Polsce niepaństwową wytwórnią filmową.
W 2004 kompleks budynków otrzymał I Nagrodę w konkursie Polski Cement w Architekturze.
W 2017 roku studio kupiła Grupa Gremi, kontrolowana przez przedsiębiorcę Grzegorza Hajdarowicza. Planował on uruchomić w budynkach centrum rozrywki, ale z powodu pandemii COVID-19 powstał projekt Alvernia xR. Oferuje on produkcje z zastosowaniem rzeczywistości rozszerzonej.
30 listopada 2021 na terenie wytwórni miał miejsce pożar.

## Filmy
W wytwórni zrealizowano między innymi filmy fabularne: 
- „Bhaag Milkha Bhaag”, reż. Rakeysh Omprakash Mehra (Indie, 2013)
- „Gorejący krzew”, reż. Agnieszka Holland (Czechy, 2013)
- „Arbitraż” reż. Nicholas Jarecki, (USA-Polska, 2012)
- „Droga na drugą stronę”, reż. Anca Damian (Rumunia-Polska, 2011)
- „Aazaan”, reż. Prashant Chadha (Indie, 2011)
- „Essential Killing”, reż. Jerzy Skolimowski (Irlandia-Norwegia-Polska-Węgry, 2010)